# Escudo de Świebodzin

Świebodzin.

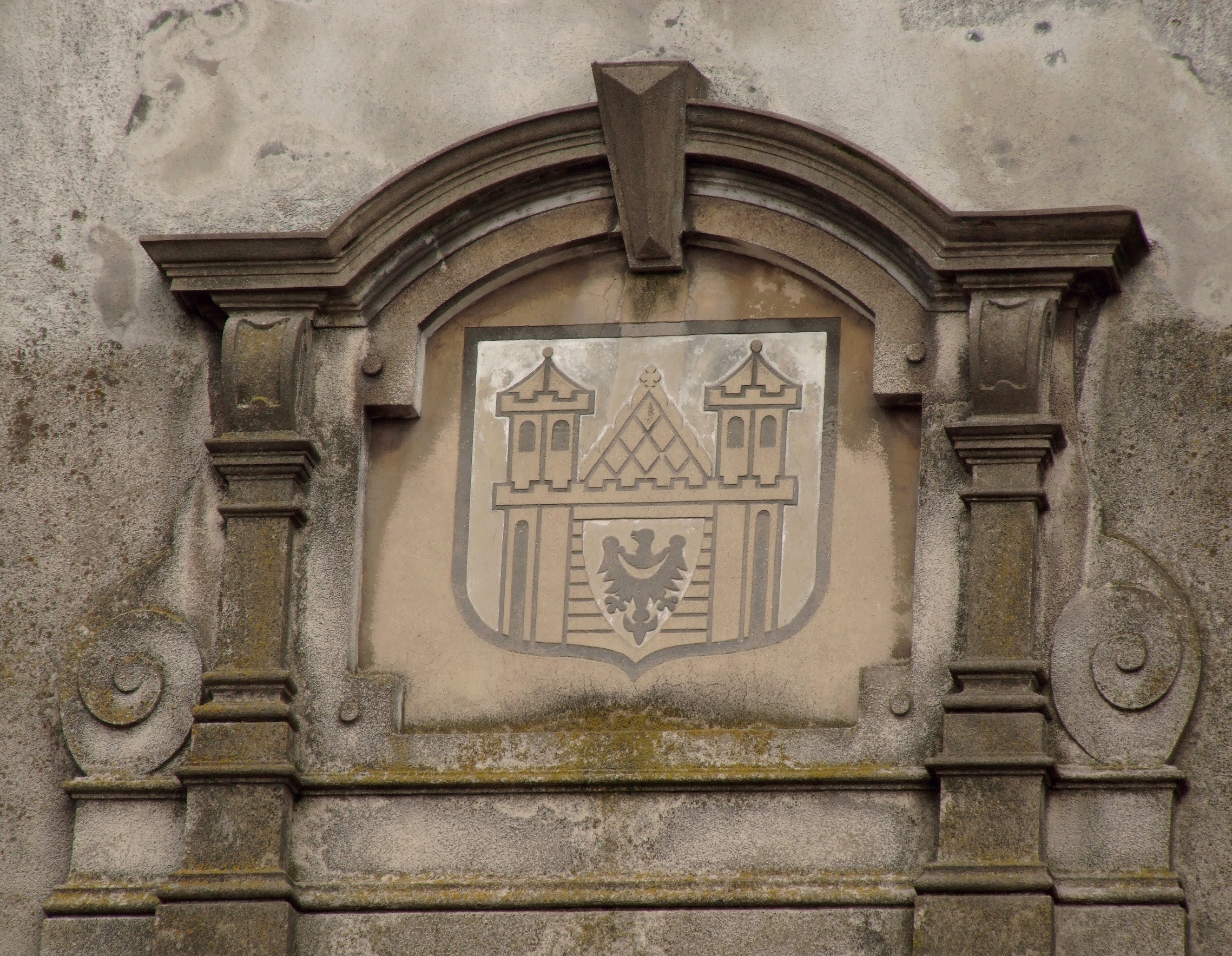
Relieve del escudo con Pináculo.

A mediados de los años 1960 se publicó un tratado de escudos y banderas de Polonia llamado Ciudades polacas de un milenio; es a partir de esta publicación cuando se establece el actual escudo de Świebodzin.
El escudo en campo de plata o blanco, tiene la representación gótica de un castillo de ladrillo rojo flanqueado por dos torres y entre ellas un pináculo rematado con una cruz, y bajo el pináculo en el muro aparece el águila de Silesia en campo de oro. Son los detalles arquitectónicos los que determinan que este sea de estilo gótico. 
El escudo actual de Świebodzin es la modernización ( representación de líneas más sencillas y geometría en las formas) del mismo que se utilizaba ya en sellos durante los siglos anteriores, pero que durante el renacimiento cambió por otro con un edificio de estilo renacentista, que fue retirado a principios del siglo XX.
- Datos: Q8778128